# Harriet (film)
Harriet is een Amerikaanse biografische film uit 2019 onder regie van Kasi Lemmons. De film is gebaseerd op het leven van abolitionist Harriet Tubman. De hoofdrollen worden vertolkt door Cynthia Erivo, Leslie Odom Jr., Clarke Peters, Joe Alwyn en Janelle Monáe.

## Verhaal
Gedurende de 19e eeuw weet Harriet Tubman uit de slavernij te ontsnappen. Nadien wordt ze onderdeel van de abolitionistische beweging en zet ze haar leven op het spel voor de Underground Railroad, een geheim netwerk dat via ontsnappingsroutes en schuiloorden probeert om zoveel mogelijk slaven te bevrijden.

## Rolverdeling
| Acteur                | Personage                              |
| --------------------- | -------------------------------------- |
| Cynthia Erivo         | Araminta "Minty" Ross / Harriet Tubman |
| Leslie Odom Jr.       | William Still                          |
| Clarke Peters         | Ben Ross                               |
| Joe Alwyn             | Gideon Brodess                         |
| Janelle Monáe         | Marie Buchanon                         |
| Jennifer Nettles      | Eliza Brodess                          |
| Henry Hunter          | Walter                                 |
| Zackary Momoh         | John Tubman                            |
| Vanessa Bell Calloway | Rit Ross                               |
| Vondie Curtis-Hall    | Reverend Samuel Green                  |
| Omar Dorsey           | Bigger Long                            |
| Tory Kittles          | Frederick Douglass                     |
| Tim Guinee            | Thomas Garrett                         |
| William L. Thomas     | Senator Seward                         |

## Productie
In april 2015 raakte bekend dat HBO plannen had om een biografische film over Harriet Tubman te maken met Viola Davis als hoofdrolspeelster en Kirk Ellis als scenarist, gebaseerd op het boek Bound for the Promised Land: Harriet Tubman: Portrait (2004). In september 2015 won Davis een Emmy Award en citeerde ze Tubman in haar ontvangstspeech.
In 2016 begonnen ook productiebedrijven Macro en New Balloon met een filmproject rond Harriet Tubman. Seith Mann en Gregory Allen Howard werden als respectievelijk regisseur en scenarist in dienst genomen. Een jaar later, in februari 2017, werd Cynthia Erivo gecast als hoofdrolspeelster. Er kwam nadien kritiek op het feit dat een Britse actrice gecast was om een belangrijke, Afrikaans-Amerikaanse figuur uit de abolitionistische beweging te vertolken. Het filmproject werd uiteindelijk opgepikt door Focus Features en Mann werd vervangen door Kasi Lemmons.
In september 2018 raakte de casting van Leslie Odom Jr., Joe Alwyn, Clarke Peters en countryzangeres Jennifer Nettles bekend. Nadien werden ook Vanessa Bell Calloway en Vondie Curtis-Hall aan het project toegevoegd. Begin oktober 2018 werd ook zangeres Janelle Monáe gecast. De opnames gingen op 8 oktober 2018 van start in Richmond (Virginia) en eindigden begin december 2018.
Harriet ging op 10 september 2019 in première op het internationaal filmfestival van Toronto (TIFF).

## Nominaties
| Jaar | Prijs                  | Categorie              | Genomineerde(n)                       | Uitslag     |
| ---- | ---------------------- | ---------------------- | ------------------------------------- | ----------- |
| 2020 | Golden Globes          | Beste actrice (drama)  | Cynthia Erivo                         | Genomineerd |
| 2020 | Golden Globes          | Beste originele nummer | Cynthia Erivo, Joshuah Brian Campbell | Genomineerd |
| 2020 | Critics' Choice Awards | Beste actrice          | Cynthia Erivo                         | Genomineerd |
| 2020 | Critics' Choice Awards | Beste originele nummer | Cynthia Erivo, Joshuah Brian Campbell | Genomineerd |